# Henry Hallett Dale
Henry Hallett Dale (Islington, 9 de junio de 1875 - Cambridge, 23 de julio de 1968) fue un fisiólogo inglés, galardonado con el Premio Nobel de Medicina en 1936 por sus estudios sobre la transmisión de los impulsos nerviosos. 

## Biografía
Henry Hallett Dale nació en Islington, Londres, hijo de Charles James Dale, un fabricante de cerámica de Staffordshire, y su esposa, Frances Anne Hallett, hija de un fabricante de muebles. Henry fue el tercero de siete hijos, uno de los cuales (el más pequeño, Benjamin Dale) se convertiría en un consumado compositor y director de la Royal Academy of Music. Henry fue educado primero en una escuela local (la Tollington School) y posteriormente estudió en la Leys School de la Universidad de Cambridge. En 1894 ingresó en el Trinity College de la Universidad de Cambridge, trabajando bajo la dirección del fisiólogo John Langley. Durante unos meses de 1903 estudió con Paul Ehrlich en Fráncfort, Alemania. También en 1903, Dale asistió a la vivisección de un perro realizada por Ernest Starling y William Bayliss, en la que se le eliminó al perro el páncreas y después se le mató con un cuchillo, lo que en última instancia condujo a los acontecimientos del denominado Caso del perro marrón, un polémico asunto que suscitó un considerable escándalo relacionado con la crueldad innecesaria con los animales, que enfrentó a estamentos académicos con estudiantes, sociedades protectoras de animales y una buena parte de la sociedad victoriana. 
Dale obtuvo su Doctorado de Cambridge en 1909. Mientras trabajaba en el University College de Londres (UCL), conoció y se hizo amigo de Otto Loewi. Dale fue nombrado Director del Departamento de Bioquímica y Farmacología en el Instituto Nacional de Investigación Médica de Londres en 1914. Se convirtió en profesor Fuleriano de Química de la Royal Institution en 1942. Durante la Segunda Guerra Mundial sirvió en el Grupo Asesores Científicos del Consejo de Ministros.
Fue nombrado caballero en 1932, recibiendo la Orden del Mérito del Reino Unido en 1944 y el Caballero Gran Cruz de la Orden del Imperio Británico en 1948. Fue Presidente de la Royal Society entre 1940 y 1945 y Presidente de la Royal Society of Medicine de 1948 a 1950.
En 1904, Dale se casó con su prima hermana Elen Harriet Hallett, con quien tuvo un hijo y dos hijas.

## Realizaciones
Dale estudió medicina en la Universidad de Cambridge. Posteriormente amplió estudios en Alemania, en donde fue discípulo de Paul Ehrlich (Premio Nobel de Medicina en 1908). En 1906 fue nombrado director del Wellcome Physiological Research Laboratories de Londres, y entre 1914 y 1943 ocupó un puesto directivo en el National Institute for Medical Research. 
En 1936 fue galardonado con el Premio Nobel de Fisiología o Medicina, compartido con Otto Loewi, por sus estudios sobre excitación y transmisión química de los impulsos nerviosos.

## Eponimia
- El cráter lunar Dale lleva este nombre en su honor.

## Imágenes

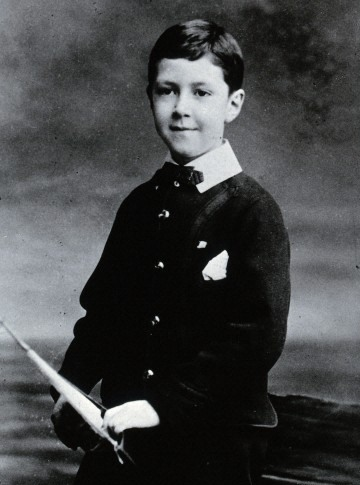
Dale de niño
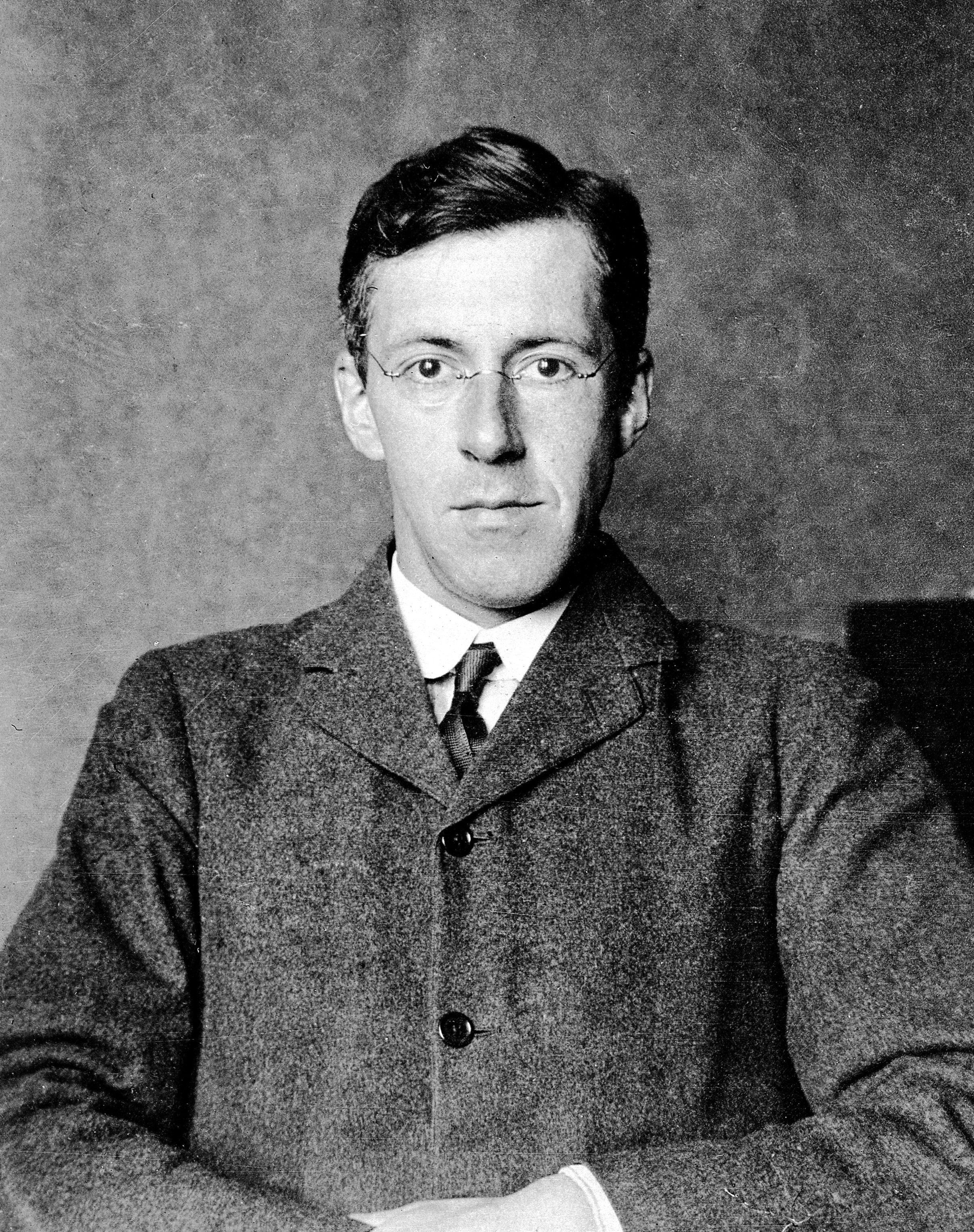
Dale en 1904
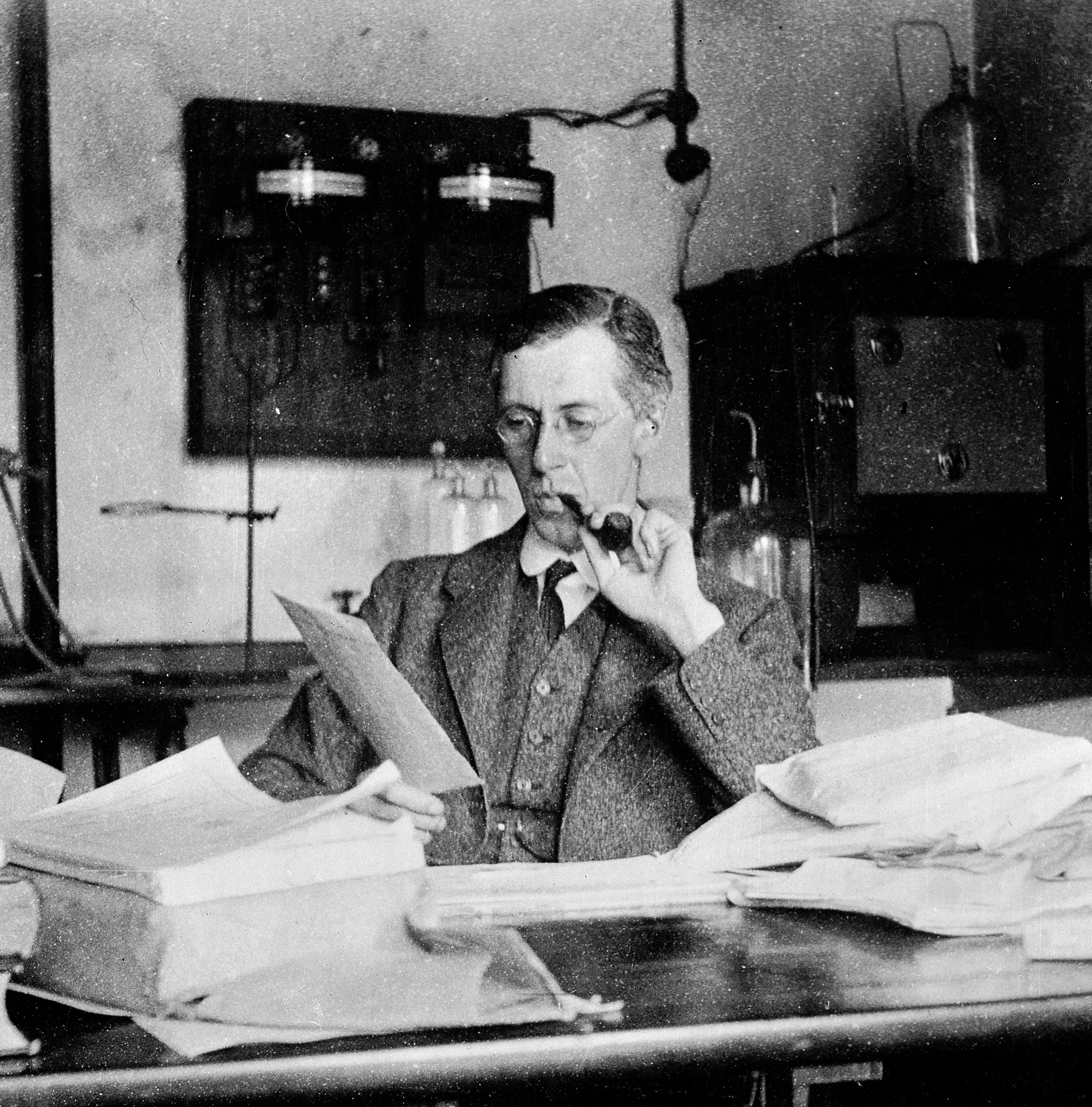
Dale en 1918
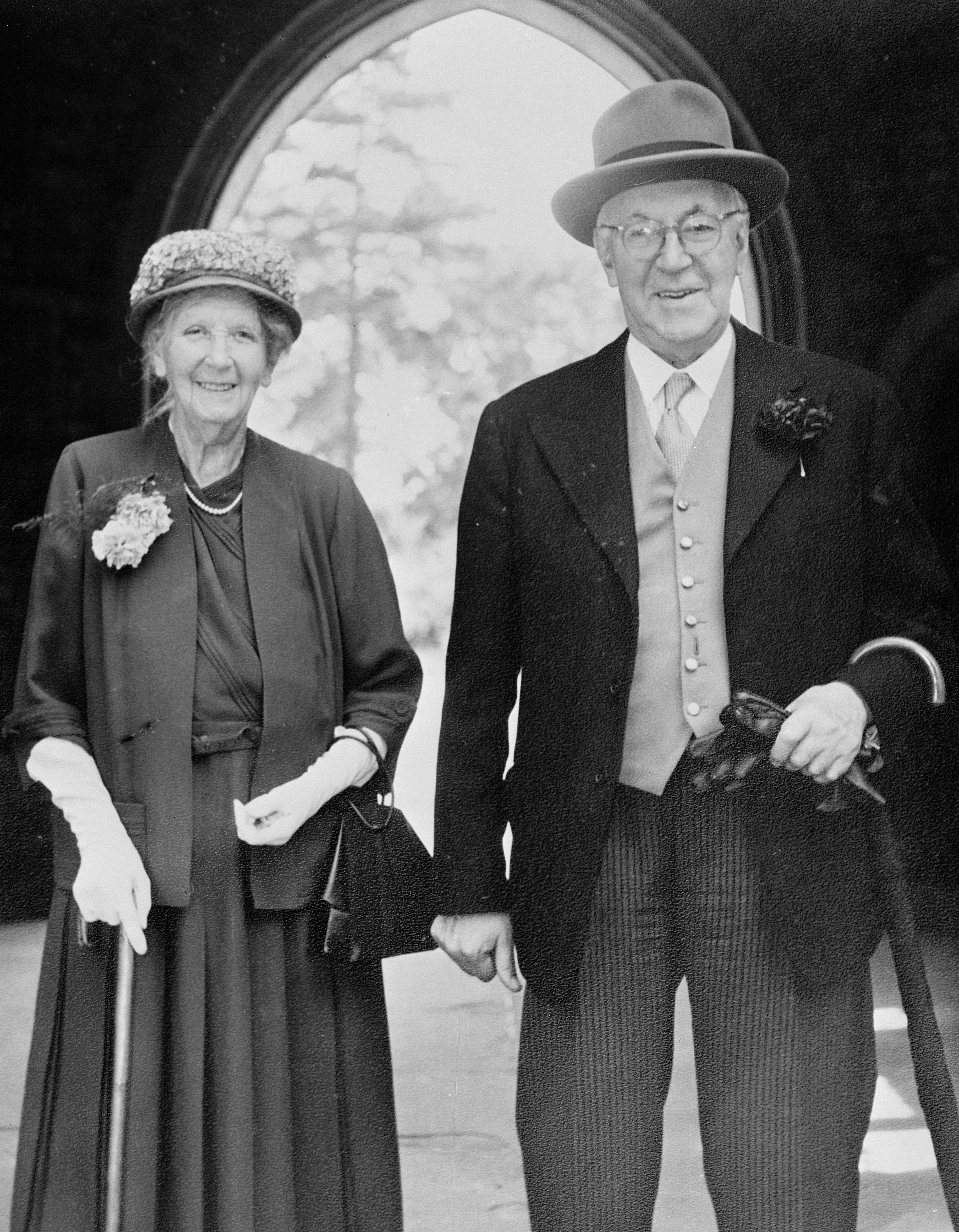
Dale con su esposa
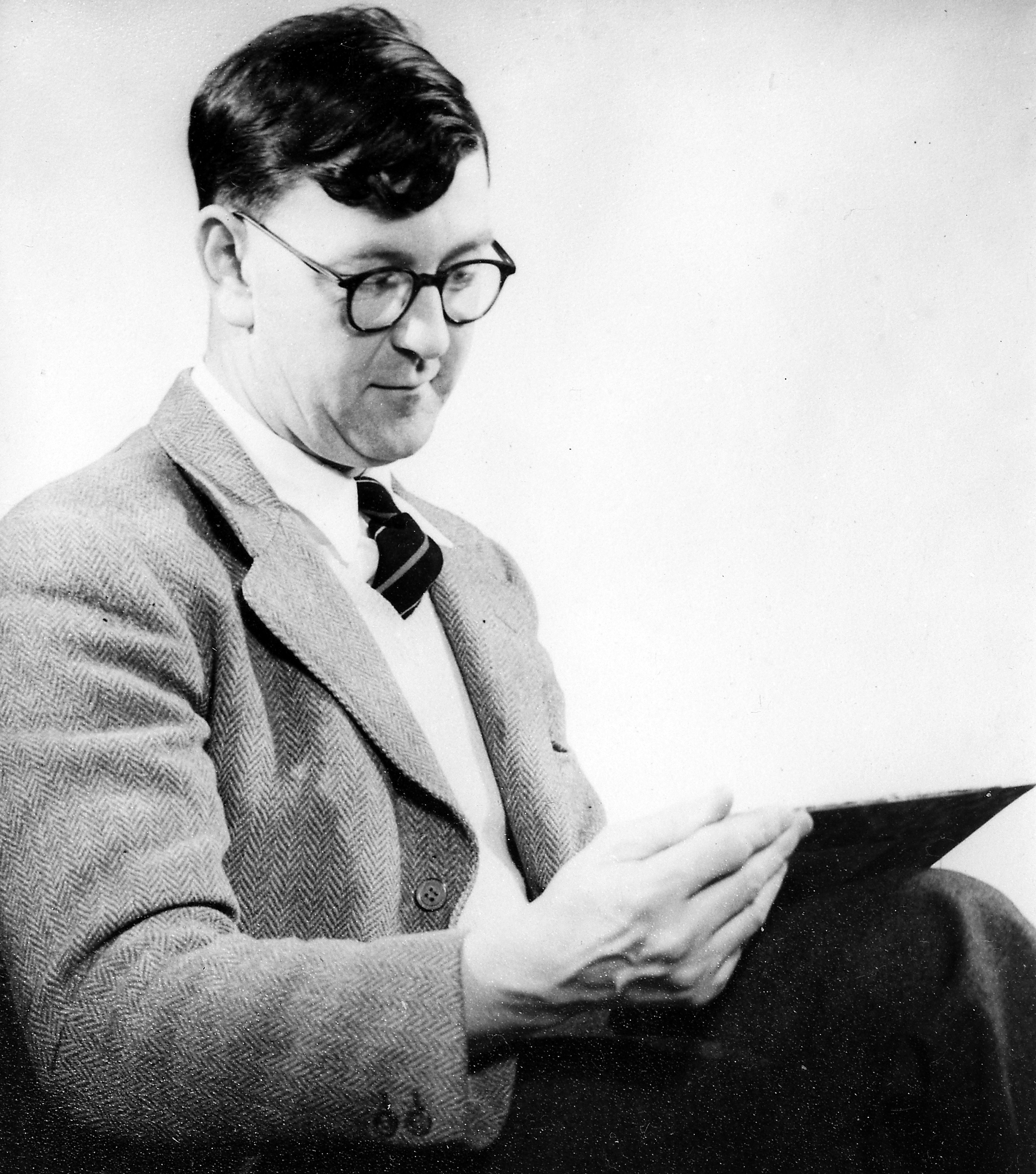
Hijo de Henry Hallett Dale
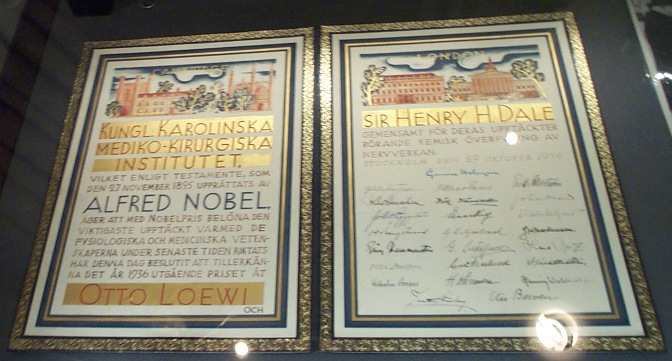
Diploma del Premio Nobel de Dale, expuesto en la Royal Society, Londres.
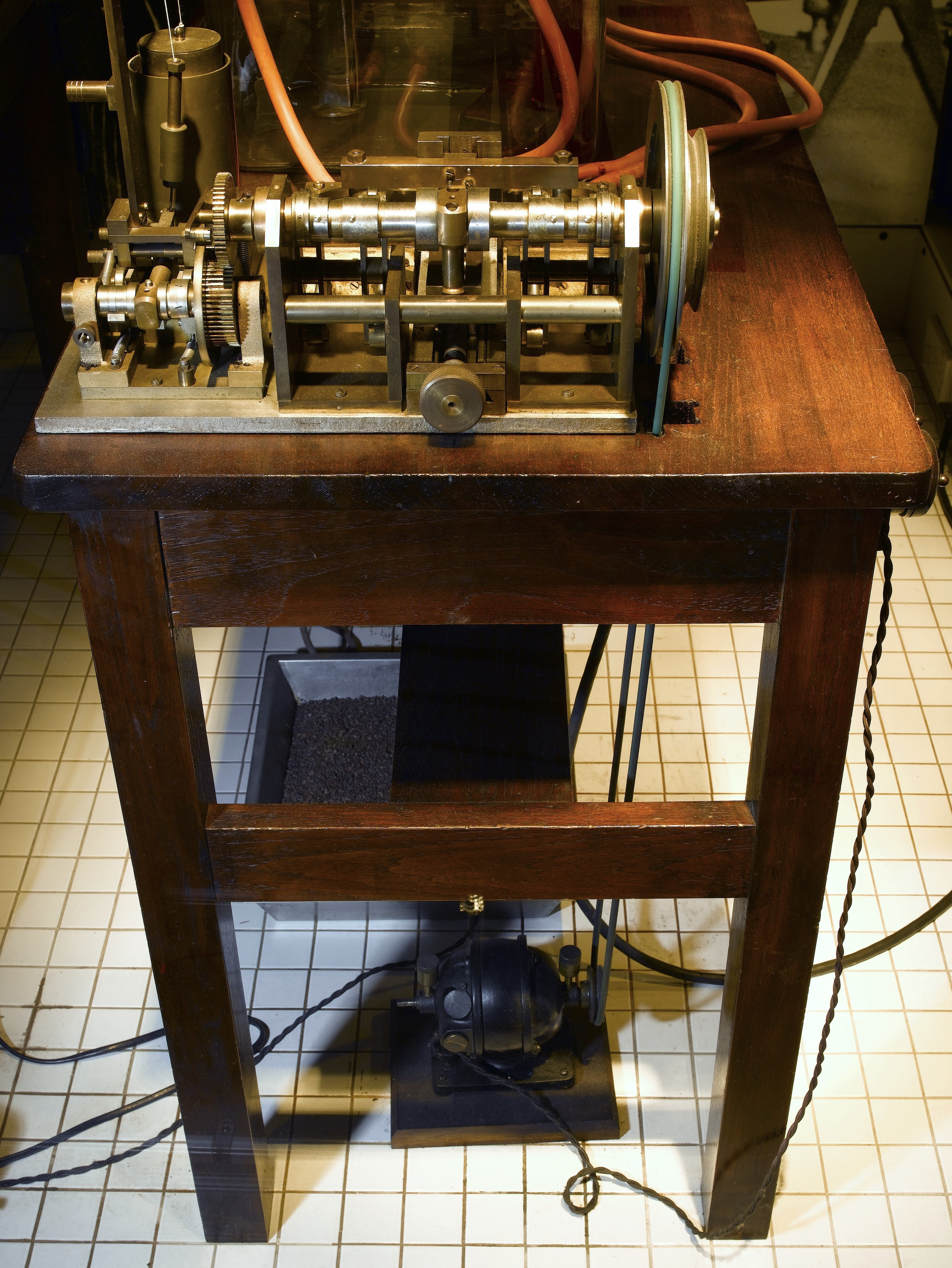
Bomba sanguínea Dale-Schuster